# Dallas Mavericks 1988-1989
La stagione 1988-1989 dei Dallas Mavericks fu la 9ª nella NBA per la franchigia.
I Dallas Mavericks arrivarono quarti nella Midwest Division della Western Conference con un record di 38-44, non qualificandosi per i play-off.

## Risultati
| Squadra           | V  | P  | %    | GB |
| ----------------- | -- | -- | ---- | -- |
| Utah Jazz         | 51 | 31 | 62,2 | -  |
| Houston Rockets   | 45 | 37 | 54,9 | 6  |
| Denver Nuggets    | 44 | 38 | 53,7 | 7  |
| Dallas Mavericks  | 38 | 44 | 46,3 | 13 |
| San Antonio Spurs | 21 | 61 | 25,6 | 30 |
| Miami Heat        | 15 | 67 | 18,3 | 36 |

## Roster
| N° | Naz.                      | Ruolo | Sportivo         | Anno | Alt. | Peso |
| -- | ------------------------- | ----- | ---------------- | ---- | ---- | ---- |
| 2  | Stati Uniti (bandiera)    | G     | Steve Alford     | 1964 | 188  | 83   |
| 12 | Stati Uniti (bandiera)    | G     | Derek Harper     | 1961 | 193  | 84   |
| 15 | Stati Uniti (bandiera)    | G     | Brad Davis       | 1955 | 191  | 82   |
| 20 | Stati Uniti (bandiera)    | G     | Morlon Wiley     | 1966 | 193  | 84   |
| 21 | Stati Uniti (bandiera)    | GA    | Anthony Jones    | 1962 | 198  | 88   |
| 22 | Stati Uniti (bandiera)    | G     | Rolando Blackman | 1959 | 198  | 86   |
| 23 | Canada (bandiera)         | C     | Bill Wennington  | 1963 | 213  | 111  |
| 24 | Stati Uniti (bandiera)    | GA    | Mark Aguirre     | 1959 | 198  | 105  |
| 32 | Germania Ovest (bandiera) | A     | Detlef Schrempf  | 1963 | 206  | 97   |
| 32 | Stati Uniti (bandiera)    | AC    | Herb Williams    | 1958 | 208  | 110  |
| 33 | Germania Ovest (bandiera) | C     | Uwe Blab         | 1962 | 216  | 114  |
| 40 | Stati Uniti (bandiera)    | C     | James Donaldson  | 1957 | 218  | 125  |
| 41 | Stati Uniti (bandiera)    | GA    | Terry Tyler      | 1956 | 201  | 98   |
| 42 | Stati Uniti (bandiera)    | AC    | Roy Tarpley      | 1964 | 211  | 107  |
| 44 | Stati Uniti (bandiera)    | AC    | Sam Perkins      | 1961 | 206  | 107  |
| 45 | Stati Uniti (bandiera)    | GA    | Adrian Dantley   | 1956 | 196  | 94   |

## Staff tecnico
- Allenatore: John MacLeod
- Vice-allenatori: Richie Adubato, Gar Heard, Clifford Ray
- Preparatore atletico: Doug Atkinson